# Itabuna Esporte Clube
O Itabuna Esporte Clube é um clube de futebol brasileiro da cidade de Itabuna, no estado da Bahia, fundado em 23 de maio de 1967. Manda seus jogos no Estádio Fernando Gomes Oliveira e suas cores são azul e branco.

## História
O Itabuna foi fundado em 23 de maio de 1967 oriundo do Itabuna Futebol Clube, da categoria amadora, sendo os seus estatutos modificados para atender a categoria profissional, onde o clube ingressaria, sendo as suas cores, amarelo e preto, modificadas para o azul e o branco, em homenagem à seleção amadora de Itabuna, octacampeã baiana da categoria.
No ano de 1970, sob a presidência de Gabriel Nunes, o Itabuna foi vice-campeão baiano numa brilhante campanha. Poderia ter sido campeão, não fosse a parcialidade do Sr. Cícero Bahia Dantas, então interventor da Federação Bahiana de Futebol, que, após o Itabuna haver empatado com o Bahia em Salvador, resolveu suspender o campeonato, sob a infantil alegação de que o Bahia ia disputar a Copa Brasil. Nesse ínterim, enquanto o Bahia enfrentava as melhores equipes nacionais, o Itabuna, para não ficar parado, enfrentava equipes interiores sem expressão. Na disputa final, o Itabuna foi derrotado e o Bahia sagrou-se campeão baiano.
Voltou à primeira divisão do futebol baiano em 2002 após vencer a final da Segunda Divisão contra o Jacuipense diante de 24 mil torcedores no Estádio Fernando Gomes Oliveira. Após isso, tem alternado boas e más participações nos campeonatos em que participou. Em 2003, chegou às semifinais, sendo eliminado pelo Vitória num disputado confronto de duas partidas, apesar de ter perdido em Itabuna por 1 a 0 e em Salvador por 2 a 0.
No ano seguinte, 2004, classificou-se em primeiro lugar no seu grupo, mas acabou sendo eliminado pela modesta equipe do Poções, após sofrer uma inesperada derrota dentro de seu estádio. No Campeonato do Interior deste mesmo ano, que valia vaga para a Série C, chegou às semifinais, sendo eliminada pela forte equipe da Catuense.
Em 2005, foi eliminado na primeira fase, porém no Campeonato do Interior, classificou-se em primeiro no seu grupo, sendo eliminado nas quartas de final pelo time B do Bahia, após sofrer uma derrota em casa nos últimos minutos do jogo.
No ano de 2006, o Campeonato Baiano foi disputado em dois turnos, pois o Bahia e o Vitória disputariam neste ano a Série C do Campeonato Brasileiro. Em ambos os turnos, a equipe do Itabuna foi eliminada nas quartas-de-finais: no primeiro turno, pelo Ipitanga, e no segundo turno, pelo Bahia.
Em 2007, o Campeonato Baiano foi disputado em um sistema de todos-contra-todos de ida-e-volta, onde os quatro primeiros colocados se classificariam para um quadrangular que decidiria o campeão. O Itabuna acabou ficando na nona colocação. 
Já em 2008, foi o ano do Itabuna ser protagonista. No Campeonato Baiano, que foi disputado nos mesmos moldes do ano anterior, teve um início irregular, quando chegou a ocupar a nona colocação, mas com a chegada do Técnico Ferreira, a equipe conseguiu uma arrancada espetacular, alcançando a classificação para o quadrangular final com uma rodada de antecedência. No quadrangular, iniciou com 3 derrotas, obteve 2 vitórias consecutivas, chegando à última rodada sonhando com o tão almejado título, mas, no confronto final contra o Vitória no Barradão, o clube não se encontrou no segundo tempo, levando uma goleada por 5 a 1 e finalizando o Campeonato Baiano na quarta colocação, posição esta que o garantiu disputar a Série C do Campeonato Brasileiro neste mesmo ano, encerrando um jejum de disputas nacionais desde 1984, quando disputou a Taça de Prata.
Com o tempo, o clube decidiu dar uma pausa no futebol, e assim que voltou no ano de 2022, venceu a Segunda Divisão após 20 anos do seu primeiro título, e subiu novamente 10 anos depois. No Campeonato Baiano de Futebol de 2023, fez uma ótima campanha para um clube que havia acabado de chegar da segunda divisão, chegou às semi-finais e ficou em terceiro lugar na competição, ganhando vaga na Série D e na Copa do Brasil em 2024.
Em 2024, o Itabuna fez uma parceria com o Vitória: os jogadores sub-20 do Vitória jogaram a Série D do Campeonato Brasileiro pelo Itabuna.

## Ídolos
Entre os jogadores revelados pelo Azulão Grapiúna, quem mais se destaca é o lateral-direito Perivaldo. O jogador, nascido em 1953, começou a carreira no Itabuna, time de sua cidade natal, no começo dos anos 70.
Tão logo começou a se destacar, os times grandes passaram a correr atrás do talento de Perivaldo. Quem conseguiu contratar o jogador ao Itabuna foi o Bahia, em meados da década de 1970. O jogador ficou no Tricolor até o fim dos anos 70, quando foi para o Botafogo, time pelo qual conseguiu maior destaque.
Perivaldo permaneceu no Glorioso até o começo dos anos 80, quando se transferiu para o Palmeiras a preço de ouro, junto com outros craques da época, como o meio-campista Cléo. O atleta, que chegou a defender a seleção brasileira, encerrou a sua carreira no Bangu.
Outro que também se destacou no cenário nacional foi o meio-campista Gérson Sodré. Após começar a carreira no Bahia, o atleta foi contratado pelo Itabuna, time pelo qual alcançou, em 1976, o troféu Berimbau de Prata, por ser a revelação do Campeonato Baiano daquele ano.
Em 1977, o jogador se transferiu para o América do Rio de Janeiro, mas ficou pouco tempo lá até voltar para o Itabuna, em 1978. Dois anos depois, em 1980, Gérson Sodré se transferiu para a Lusa, time pelo qual conseguiu maior destaque em sua carreira. O jogador ficou no Rubro-verde até 1984, quando se transferiu para o Guarani. Antes de encerrar a sua carreira no Uberlândia, Gérson Sodré ainda defendeu o Ceará, a Ferroviária, o América de Rio Preto, o Bandeirante, o CRB, o Grêmio Maringá e o Atlético Sorocaba.
Teve também o jogador , Elielson Correia que nos anos de 1989 e 1990 jogou no clube itabunense , infelizmente não se sabe onde esta o jogador pessoas fala que atualmente ele mora em Salvador capital baiana. 
Além desses dois atletas memoráveis para o futebol Brasileiro, ainda há os heróis da conquista do título do Itabuna: a segunda divisão do Campeonato Baiano de 2002.
Nesta conquista, se destacam dois atletas: os atacantes Celso e Ley. Na ocasião, o Itabuna se classificou para a final contra o Jacuipense como campeão da primeira fase da competição, marcando, no total, 24 pontos em sete jogos.
No primeiro jogo da final, o Itabuna venceu por 1 a 0, fora de casa, com gol de Ley. Na grande final, o Azulão Grapiúna começou perdendo, mas, graças a um gol de Celso, conseguiu o empate e se sagrou o campeão do torneio, o que o qualificou para disputar a primeira divisão no ano seguinte.
Os artilheiros daquele campeonato foram justamente os heróis do título. Celso, que marcou oito gols e Ley, que balançou as redes por sete vezes.
E atualmente o ídolo da torcida itabunense é o jovem atacante Neto Berola que foi vice-artilheiro do Baianão 2009, marcando 13 gols, depois de jogar no Vitória. 
Nos dias atuais, o principal ídolo do Itabuna é o zagueiro Keynan Lopes, ele é bom tanto defensivamente como ofensivamente, tendo marcado o mesmos 10 gols do atacante e artilheiro do time Anderson Barreto.

## Títulos
| ESTADUAIS | ESTADUAIS                   | ESTADUAIS | ESTADUAIS   |
|           | Competição                  | Títulos   | Temporadas  |
| --------- | --------------------------- | --------- | ----------- |
|           | Campeonato Baiano - Série B | 2         | 2002 e 2022 |

Notas
 Campeão invicto

## Estatísticas

### Participações
|  | Participações em 2025 |

| Competição | Competição            | Temporadas | Melhor campanha       | Estreia | Última | P | R |
| Bahia      | Campeonato Baiano     | 37         | Vice-campeão (1970)   | 1967    | 2024   |   | 4 |
| Bahia      | Segunda Divisão       | 7          | Campeão (2002 e 2022) | 1996    | 2025   | 3 |   |
| Brasil     | Campeonato Brasileiro | 2          | 67º colocado (1978)   | 1978    | 1979   |   | – |
| Brasil     | Série B               | 3          | 8º colocado (1984)    | 1980    | 1984   | – | – |
| Brasil     | Série C               | 1          | 23º colocado (2008)   | 2008    | 2008   | – | – |
| Brasil     | Série D               | 1          | 20º colocado (2024)   | 2024    | 2024   | – |   |
| Brasil     | Copa do Brasil        | 1          | 1ª fase (2024)        | 2024    | 2024   |   |   |

### Desempenho
Campeonato Brasileiro - 1ª Divisão
| Ano  | Posição | Ano  | Posição |
| 1978 | 67º     | 1979 | 70º     |

 Campeonato Brasileiro - 2ª Divisão
| Ano  | Posição | Ano  | Posição | Ano  | Posição |
| 1980 | 33º     | 1981 | 44º     | 1984 | 8º      |

 Campeonato Brasileiro - 3ª Divisão
| Ano  | Posição |
| 2008 | 23º     |

 Campeonato Baiano - 1ª Divisão
| Ano  | Posição | Ano  | Posição | Ano  | Posição | Ano  | Posição | Ano  | Posição |
| 1967 | 5º      | 1968 | 5º      | 1969 | 7º      | 1970 | 2º      | 1971 | 3º      |
| 1972 | 4º      | 1973 | 6º      | 1974 | 4º      | 1975 | 7º      | 1976 | 6º      |
| 1977 | 6º      | 1978 | 5º      | 1979 | 4º      | 1980 | 5º      | 1981 | 8º      |
| 1982 | 7º      | 1983 | 8º      | 1984 | 6º      | 1985 | 5º      | 1986 | 7º      |
| 1987 | 5º      | 1988 | 5º      | 1989 | 9º      | 1990 | 5º      | 1991 | 7º      |
| 1992 | 7º      | 1993 | 9º *    | 2003 | 4º      | 2004 | 6º      | 2005 | 9º      |
| 2006 | 5º      | 2007 | 9º      | 2008 | 4º      | 2009 | 6º      | 2010 | 11º *   |
| 2012 | 12º *   | 2023 | 3º      | 2024 | 10º *   |      |         |      |         |

|*| Rebaixado para a Segunda Divisão.
 Campeonato Baiano - 2ª Divisão
| Ano  | Posição | Ano  | Posição |
| 2002 | Campeão | 2011 | 2º      |
| 2013 | 3º      | 2014 | 5º      |
| 2015 | 4º      | 2022 | Campeão |
| 2025 | 3º      |      |         |

 Taça Estado da Bahia
| Ano  | Posição |
| 2002 | 4º      |

 Campeonato do Interior
| Ano  | Posição | Ano  | Posição | Ano  | Posição |
| 2003 | Campeão | 2004 | 3º      | 2005 | 5º      |

## Confrontos em Competições Nacionais e Regionais
Atualizado em 2 de Setembro de 2017
| Pos | Equipes              | J | V | E | D | GP | GC | SG |
| --- | -------------------- | - | - | - | - | -- | -- | -- |
| 1   | ASA                  | 5 | 1 | 1 | 3 | 6  | 13 | -7 |
| 2   | Sergipe              | 4 | 3 | 0 | 1 | 9  | 5  | 4  |
| 3   | Vitória da Conquista | 4 | 3 | 0 | 1 | 8  | 5  | +3 |
| 4   | CSA                  | 4 | 1 | 0 | 3 | 3  | 6  | -3 |
| 5   | Confiança            | 4 | 1 | 0 | 3 | 3  | 7  | -4 |
| 6   | Atlético Goianiense  | 2 | 2 | 0 | 0 | 3  | 1  | +2 |
| 7   | Pinheiros            | 2 | 0 | 2 | 0 | 1  | 1  | 0  |
| 8   | Gama                 | 2 | 0 | 1 | 1 | 0  | 1  | -1 |
| 9   | Botafogo-PB          | 2 | 0 | 1 | 1 | 2  | 4  | -2 |
| 10  | Bahia                | 2 | 0 | 0 | 2 | 2  | 5  | -3 |
| 11  | Operário FC          | 1 | 1 | 0 | 0 | 4  | 1  | +3 |
| 12  | Botafogo-BA          | 1 | 1 | 0 | 0 | 2  | 1  | +1 |
| 13  | Fluminense de Feira  | 1 | 1 | 0 | 0 | 1  | 0  | +1 |
| 14  | Vitória              | 1 | 0 | 1 | 0 | 2  | 2  | 0  |
| 15  | Volta Redonda        | 1 | 0 | 1 | 0 | 1  | 1  | 0  |
| 16  | Itumbiara            | 1 | 0 | 1 | 0 | 1  | 1  | 0  |
| 17  | Comercial-MS         | 1 | 0 | 1 | 0 | 1  | 1  | 0  |
| 18  | Americano            | 1 | 0 | 1 | 0 | 1  | 1  | 0  |
| 19  | Guará                | 1 | 0 | 1 | 0 | 0  | 0  | 0  |
| 20  | Anapolina            | 1 | 0 | 1 | 0 | 0  | 0  | 0  |
| 21  | Brasília             | 1 | 0 | 0 | 1 | 2  | 3  | -1 |
| 22  | Anápolis             | 1 | 0 | 0 | 1 | 1  | 2  | -1 |
| 23  | União Rondonópolis   | 1 | 0 | 0 | 1 | 1  | 2  | -1 |
| 24  | Vasco da Gama        | 1 | 0 | 0 | 1 | 0  | 1  | -1 |
| 25  | Mixto                | 1 | 0 | 0 | 1 | 0  | 1  | -1 |
| 26  | CRB                  | 1 | 0 | 0 | 1 | 1  | 3  | -2 |
| 27  | Botafogo             | 1 | 0 | 0 | 1 | 0  | 2  | -2 |
| 28  | Bonsucesso           | 1 | 0 | 0 | 1 | 0  | 2  | -2 |
| 29  | Leônico              | 1 | 0 | 0 | 1 | 0  | 3  | -3 |
| 30  | Ponte Preta          | 1 | 0 | 0 | 1 | 0  | 4  | -4 |
| 31  | Guarani              | 1 | 0 | 0 | 1 | 0  | 7  | -7 |

## Ranking da CBF
- Posição: 115º
- Pontuação: 62

Ranking criado pela Confederação Brasileira de Futebol que pontua todos os times do Brasil que participam de competições nacionais.